# Districtul Shkodër

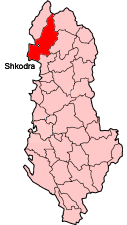
Districtul Shkodër în Albania

Districtul Shkodër (Rrethi i Shkodrës în albaneză) este un district în Albania cu capitala la Shkodër. Acesta este unul dintre cele 36 de districte ale Albaniei.
Districtul Shkodër are o suprafață de 1,973 km² și o populație estimată la 185,646 locuitori în anul 2010. Capitala sa este orașul cu același nume: Shkodër. Datorită suprafeței, este al doilea district ca mărime din țară.

## Geografie
Datorită dimensiunii sale, districtul Shkodër are un relief variat.
Acesta se poate împărți în două părți: de la plajele Mării Adriatice la capitala Shkodër se întinde o câmpie de coastă. Restul este teren muntos. Această zonă începe cu dealuri și se continuă cu munții Alpi Albanezi de nord. 
La vest, districtul Shkodër se învecinează cu județul cu același nume din statul Muntenegru.

### Munții
Pe malul de sud-vest al râului Shkodërasse se ridică Muntele Tarabosh, de 594 de metri altitudine.

#### Alpii Albanezi de Nord
Extremitatea nordică a districtului conține munți mari. Odată cu creșterea depărtării între țărm și câmpia de coastă, peisajul muntos crește cu un ritm alert.
În partea de Nord se află muntele Jezerca, cu vârful 2694 de metri, este cel mai înalt munte din Alpii Albanezi de Nord.

### Rezervații
În Theth, o suprafață de 23,3 km pătrați deservește ca parc național protejat. Valea în forma de U este un peisaj montan unic, ce conține mai multe cascade. Parcul oferă un refugiu pentru animale, de exemplu lynx-ul și alte animale sălbatice.

### Hidrografie
În afară de ieșirea la Marea Adriatică, districtul are și o rețea hidrografică mai complexă; în nord-este se află râul Shkodërasse.Sud-vestul districtului conține o lagună aluvionară, care este traversată de Drin și Buna.

## Populație
Contraste între populația urbană din capitala Shkodran, ( oraș care a fost mult timp cel mai mare și cel mai important al țării) și a populației rurale din zonele de câmpie și munte sunt și au fost întotdeauna foarte mari. Zona muntoasă pare să fi fost locuită de mult de triburi albaneze vechi.

### Minorități
Albania a fost dominată de multe naționalități, printre care turcii și slavii; astăzi este formată din o populație foarte omogenă. Aproximativ 1000 muntenegrenii trăiesc în satele din districtul Shkodra și întâlnim un mare număr de rromi care trăiesc la oraș și la periferiile acestuia.

### Religie

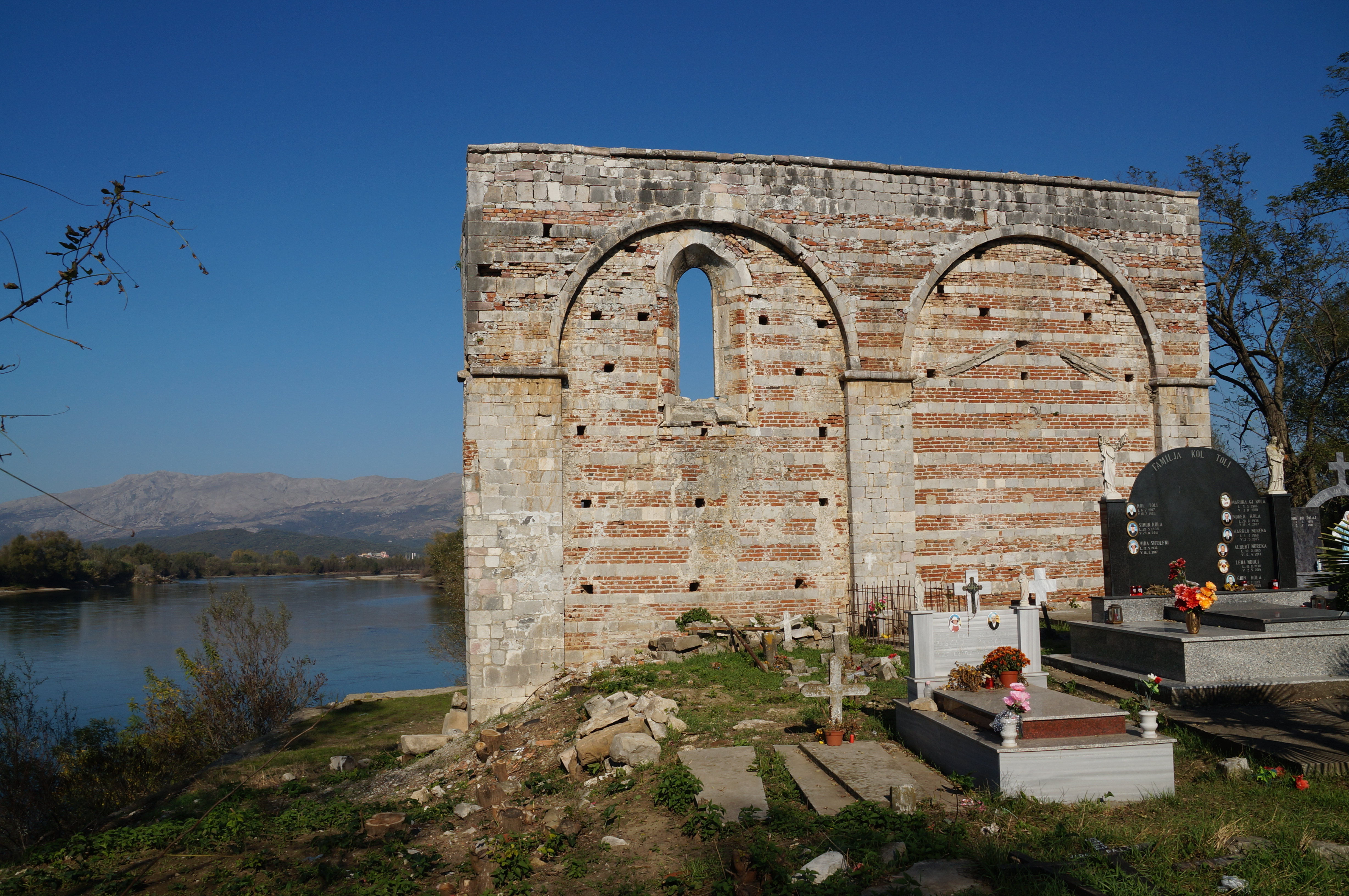
Ruinele Mănăstirii Shirgj

În Shkodra s-au întâlnit de asemenea mai multe religii. Populația creștină catolică s-a concentrat în jurul orașului. Aproximativ două treimi din populație se consideră a fi catolici, iar aproximativ un sfert sunt musulmani, existând și o minoritate de creștini ortodocși.

## Istorie
Castelul Rozafa a fost deja anexat de iliri. Conducerea castelului au determinat schimbările în orașe până în timpurile moderne.
În afara orașului există încă de asemenea unele locuri care au avut o semnificație istorică, și nu au fost încă studiate suficient.
Astfel, la est, în apropierea podului Mes Shkokdra situat pe un deal din cetatea Drisht, este probabil unul dintre cele mai vechi locuri locuite din Albania.
La data de 15 aprilie 1979, un cutremur cu epicentrul în Ulcinj și o mărime de 7,2 puncte pe scara Richter s-a produs în nordul Albaniei. Din păcate, au existat 35 de victime. 
În special în Shkodra, districtul are o mulțime de case au fost avariate sau distruse. Reconstrucția a fost realizată de către Republica Populară fără ajutor străin. 
Acest cutremur a fost al doilea cutremur puternic din secolul XX.
În ianuarie 2010, întreaga câmpie de la Velipoja a fost inundată după ce a plouat greu și lung, precum și datorită deschiderii barajelor de pe Drin. Mii de persoane au fost evacuate. De asemenea, în Shkodra apă stătea în stradă.